# Dolichomastix (Plantae)
Dolichomastix, rod zelenih algi smješten u porodicu Dolichomastigaceae, dio reda Dolichomastigales. Priznate su četiri vrste, sve su morske.

## Vrste
1. Dolichomastix eurylepidea Manton
2. Dolichomastix lepidota Manton
3. Dolichomastix nummulifera Manton - tipična
4. Dolichomastix tenuilepis J.Throndsen & A.Zingone